# 蔵本モデル
蔵本モデルは蔵本由紀によって提案された同期現象を記述する数学モデルである。特に、相互作用のある非線形振動子集団の振る舞いを記述するモデルである。このモデルは化学的、生物学的な非線形振動子系の振る舞いを示唆するものであり、幅広い応用が見られる。
このモデルの前提として、完全に独立（またはほぼ独立）した振動子に弱い相互作用がはたらくこと、そしてこの相互作用は二つの振動子間の位相差の正弦関数として与えられる、という仮定がある。

## 定義
最も知られた形式の蔵本モデルの場合、各々の振動子らは固有振動数{\displaystyle \omega _{i}}を持ち、他の全ての振動子と等しく相互作用している、と考えられる。驚くべきことに、この非線形モデルは{\displaystyle N\to \infty }の極限において上手く変形することで厳密に解くことができる。
最も知られた蔵本モデルの形式は次のような支配方程式に従う。
{\displaystyle {\frac {\partial \theta _{i}}{\partial t}}=\omega _{i}+{\frac {K}{N}}\sum _{j=1}^{N}\sin(\theta _{j}-\theta _{i}),\qquad i=1\ldots N},
ここで、系はN個のリミットサイクル振動子から構成される。
また、系にノイズを加えることができる。この場合、方程式は書き換えられて、
{\displaystyle {\frac {\partial \theta _{i}}{\partial t}}=\omega _{i}+\zeta _{i}+{\dfrac {K}{N}}\sum _{j=1}^{N}\sin(\theta _{j}-\theta _{i})},
ここで、{\displaystyle \zeta _{i}}は揺らぎを表し、時刻の関数である。ホワイトノイズを考えれば、
{\displaystyle \langle \zeta _{i}(t)\rangle =0} ,

{\displaystyle \langle \zeta _{i}(t)\zeta _{j}(t')\rangle =2D\delta _{ij}\delta (t-t')}
となる。ここで{\displaystyle D}はノイズの強さを表す。

## 変形
蔵本モデルは次のようになる。
「秩序」パラメータrとψを次のように定義する。
{\displaystyle re^{i\psi }={\frac {1}{N}}\sum _{j=1}^{N}e^{i\theta _{j}}}.
ここでr、ψは振動子集団の平均場の振幅、位相である。
この変形を適用することで（任意の N で）支配方程式は次のようになる。
{\displaystyle {\frac {\partial \theta _{i}}{\partial t}}=\omega _{i}+Kr\sin(\psi -\theta _{i})}.
こうして振動子の方程式はもはや陽的には結合されてはおらず、その代わりに秩序パラメータが振る舞いを決める。振動子集団の位相分布が均一であれば（少なくとも{\displaystyle N\to \infty } の極限で）更に変形が行われて
{\displaystyle \psi =0}となり、支配方程式は次のようになる。
{\displaystyle {\frac {\partial \theta _{i}}{\partial t}}=\omega _{i}-Kr\sin(\theta _{i})}.

## Nが大きい場合の極限
{\displaystyle N\to \infty } の場合を考えよう。
固有振動数の分布がg（ω）（正規化されていると仮定する）で表されるとする。
時刻tでの位相θ、固有振動数ωにおいて、振動子の密度が
{\displaystyle \rho (\theta ,\omega ,t)}であるとする。
正規化の要請から次の式を満たす。
{\displaystyle \int _{-\infty }^{\infty }\rho (\theta ,\omega ,t)\,d\theta =1.}
振動子の密度の連続の式は次のようになる。
{\displaystyle {\frac {\partial \rho }{\partial t}}+{\frac {\partial }{\partial \theta }}[\rho v]=0,}
ここで、vは振動子のドリフト速度であり、{\displaystyle N\to \infty } における支配方程式の変形から、
{\displaystyle {\frac {\partial \rho }{\partial t}}+{\frac {\partial }{\partial \theta }}[\rho \omega +\rho Kr\sin(\psi -\theta )]=0.}
最後に、{\displaystyle N\to \infty }での秩序パラメータの定義を書き直そう。
{\displaystyle \theta _{i}}は（ωでの）アンサンブル平均で、和は積分で置き換えられるので次のようになる。
{\displaystyle re^{i\psi }=\int _{-\pi }^{\pi }e^{i\theta }\int _{-\infty }^{\infty }\rho (\theta ,\omega ,t)g(\omega )\,d\omega \,d\theta .}

## 解
全ての振動子がランダムに動くインコヒーレントな状態の解は
{\displaystyle \rho =1/(2\pi )}に対応する。
{\displaystyle r=0}の場合、振動子の間に全く相関は無い。
集団の振動子の位相分布が一様であれば、集団は静的に安定な状態である（けれども個々の振動子の位相は自らの固有のωに従って変化し続けている）。
Kが十分強いとき、完全に同期した解が実現する。
完全に同期した状態では、全ての振動子は、個々の位相は異なれども、共通の振動数をとる。
部分的に同期した場合の解は、
固有振動数の値が近い幾つかの振動子のみが同期し、他の振動子はばらばらに動く状態を引き起こす。
数学的には、同期した振動子は、
{\displaystyle \rho =\delta \left(\theta -\psi -\arcsin \left({\frac {\omega }{Kr}}\right)\right)}
となり、ばらばらに動く振動子は、
{\displaystyle \rho ={\frac {\rm {normalization\;constant}}{(\omega -Kr\sin(\theta -\psi ))}}}
となる。振動子は{\displaystyle |\omega |<Kr}の場合は同期でき、そうでない場合はばらばらな動きになる。

## 関連分野
- 複雑ネットワークの進展に伴い、ネットワークの視点から同期を扱う研究が近年行われている。[1]
- 心臓の活動や、ニューロンの活動、デフォルトモードネットワーク（default mode network）や覚醒ネットワーク（salience network）等の脳の大規模神経ネットワーク間の相互作用など広い範囲で同期現象を記述するために応用されている。[2]